# Кутыевы
Кутыевы — дворянский и княжеский род татарского происхождения.
Потомство казанского князя мурзы Мамедали Кутыева (Мамоделей Казекаевич), попавшего в русский плен в 1552 г., затем принявшего христианство, в отказной памяти 1660 г. названного князем.
Потомки его во всех служебных и других официальных документах именовались князьями.
Определениями Правительствующего Сената от 02 августа 1826 и 16 июня 1835 годов утверждены в достоинстве татарских князей, со внесением в V часть родословной книги, унтер-офицер Николай и канцелярист Павел Ефимович Кутыевы.

## Описание герба
Щит разделен на четыре части, В первой и четвёртой червленых частях серебряный шатер, вершина которого украшена золотым полумесяцем. Во второй и третьей золотых частях чёрный дикий конь, обращенный вправо, с червлеными глазами.
На щите дворянский коронованный шлем. Нашлемник: пять страусовых перьев среднее — червленое, второе и четвёртое — золотые, крайние — черные. Намёт на щите справа червленый с золотом, слева чёрный с золотом. Щитодержатели: два татарина в своих национальных одеждах. Герб украшен княжеской мантией с княжеской короной.